# Baynard Kendrick
Baynard Hardwick Kendrick (* 8. April 1894 in Philadelphia; † 22. März 1977 in Ocala) war ein US-amerikanischer Schriftsteller. Bekanntheit erlangte er durch seine Kriminalromane und -novellen, die teilweise verfilmt wurden. Er schrieb auch unter dem Pseudonym Richard Hayward.

## Leben
Kendrick war der erste US-Amerikaner, der zu Beginn des Ersten Weltkriegs nach Kanada reiste und dort den kanadischen Streitkräften beitrat. Während seiner Einsätze – u. a. in England und Frankreich – wurde einer seiner Gefährten verletzt und erblindete. Durch ihn lernte er anlässlich eines Besuchs im englischen St. Dunstan’s Rehabilitationszentrum für Erblindete einen englischen Soldaten kennen, der die bemerkenswerte Gabe besaß, trotz seiner Blindheit Kendrick ungeahnt viele Details über ihn selbst erzählen zu können. Während des Zweiten Weltkriegs diente Kendrick als Ausbilder für erblindete Kriegsveteranen.
Baynard Kendrick schuf aus seinen Erfahrungen ab den dreißiger Jahren „eine klassische Gestalt der Detektiv-Literatur, den blinden Duncan Maclain (Longstreet genannt), der mit nahezu unglaublichen Sinnesleistungen, Wissen und Kombinationsfähigkeit, seine Blindheit ausgleicht und daher ‚im Dunkeln sehen kann‘“. Unterstützt von seinem Partner Spud Savage und den beiden deutschen Schäferhunden Schnucke und Dreist löste er in zwölf Romanen und drei Novellen Whodunit–Kriminalfälle. Aus Kendricks Interesse an der Geschichte Floridas entstand ein fast ebenso bekannter Serien-Protagonist, der Deputy-Sheriff Miles Standish Rice, dessen Erlebnisse in drei Romanen festgehalten wurden.
Baynard Kendrick war Mitbegründer des amerikanischen Schriftstellerverbandes Mystery Writers of America (MWA), besaß den Mitgliedsausweis Nummer 1 und wurde 1945 auch zum ersten Präsidenten des Verbandes gewählt.

## Auszeichnungen
- 1967 Grand Master Award, die höchste Auszeichnung der Mystery Writers of America (MWA) für besondere Leistungen im Krimi-Genre und gleichbleibend hohe Qualität seiner Werke.

Darüber hinaus fanden mehrere Werke von Baynard Kendrick höchste Anerkennung in bedeutenden Bestenlisten. So findet sich Out of Control für 1945 als Spitzentitel in der populären amerikanischen Anthony Boucher's List of Best Titels und Blind Man's Bluff für 1943 in Anthony Boucher's List of Important Titels.
Ellery Queens Queen's Quorum verzeichnet den Sammelband Kendricks Make Mine MacLain für das Jahr 1947.
In den 105 Best Mystery Novels of All Time: A Preliminary List nimmt der amerikanische Kritiker und Schriftsteller Charles Shibuk gleich zwei Romane von Kendrick auf: für 1936 Iron Spiders und für 1941 The Odor of Violets.

## Werke

### Captain Duncan Maclain-Serie
- 1937 The Last Express
- 1937 The Whistling Hangman (dt. Der pfeifende Henker. Alfred Ibach, Wien/Leipzig 1940)
- 1940 The Odor of Violets[10] (verfilmt)
- 1943 Blind Man's Bluff (dt. Der Trick des blinden Mannes. Heyne, München 1973)
- 1945 Death Knell
- 1945 Out of Control (dt. Außer Kontrolle. Heyne, München 1976)
- 1947 The Murderer Who Wanted More[11]
- 1947 Melody in Death[11]
- 1947 The Silent Whistle[11]
- 1952 You Die Today[12]
- 1954 Blind Allies
- 1958 Clear and Present Danger
- 1958 Reservations for Death
- 1960 The Aluminum Turtle[13]
- 1961 Frankincense and Murder

### Miles Standish Rice-Serie
- 1936 The Eleven of Diamonds (dt. Der Karo-Elfer. Übersetzung Anton Zahorsky. Alfred Ibach, Wien/Leipzig 1939)
- 1936 The Iron Spiders[14] (dt. Die eisernen Spinnen. E. P. Tal, Wien/Leipzig 1938)
- 1938 Death Beyond the Go-Thru

### Einzelwerke
- 1934 Blood on Lake Louisa[15]
- 1945 Lights Out (verfilmt)
- 1948 The Flames of Time
- 1949 The Tunnel
- 1955 The Soft Arms of Death[15]
- 1952 Trapped[15]
- 1959 Hot Red Money
- 1966 Flight from a Firing Wall

### Sammelbände
- 1947 Make Mine Maclain (beinhaltet: The Silent Whistle, Melody in Death und The Murderer Who Wanted More)

### Kurzgeschichten
- 1944 The Murderer Who Wanted More
- 1945 Melody in Death
- 1953 5 – 4 = Murderer[16]
- 1958 Silent Night[16]

## Film + TV
- 1938 The Last Express. US-amerikanische Verfilmung der Universal Studios. Regie: Otis Garrett. Drehbuch: Edmund L. Hartmann. Darsteller: Kent Taylor, Dorothea Kent, Greta Granstedt, Don Brodie, Paul Hurst, J. Farrell MacDonald u. a. m.
- 1942 The Odor of Violets unter dem Titel Eyes in the Night (dt. Die Spur im Dunkel). US-amerikanische Verfilmung von MGM. Regie: Fred Zinnemann. Drehbuch: Howard Emmett Rogers und Guy Trosper. Darsteller: Edward Arnold, Ann Harding, Donna Reed u. a. m.
- 1945 The Hidden Eye. Nach Motiven von Baynard Kendrick. US-amerikanische Verfilmung von MGM. Regie: Richard Whorf. Darsteller Edward Arnold, Frances Rafferty, Ray Collins, Paul Langton, William 'Bill' Phillips, Thomas E. Jackson u. a. m.
- 1951 Lights Out unter dem Titel Bright Victory (dt. Sieg über das Dunkel). Adaptiert von Robert Bruckner. Regie: Mark Robson. Darsteller: Arthur Kennedy (Oscar-Nominierung als bester Darsteller), Peggy Dow, Julie Adams, James Edwards, Will Geer, Jim Backus, Rock Hudson u. a. m.
- 1960 Change of Heart. TV-Pilotfilm nach Motiven von Baynard Kendrick für die Serie Westinghouse Desilu Playhouse der Disilu Productions. Regie: Richard Kinon. Darsteller: Robert Middleton, Donald May, Evan Evans u. a. m.